# Jan Stallich
Jan Stallich (* 19. März 1907 in Prag; † 14. Juni 1973 ebenda) war ein tschechoslowakischer Kameramann.

## Leben
Der Sohn des tschechoslowakischen Filmpioniers Julius Stallich kam 1921 als Laufbursche und Assistent zum Film. 1924 begann er seine Ausbildung im Laboratorium der A-B-Film. 1927 wurde er Laborchef bei der Produktionsfirma Kavalirka.
Zu dieser Zeit drehte er seine ersten Filme als Chefkameramann für das tschechoslowakische Kino. Bekannt wurde er 1933 mit dem Skandalfilm Ekstase. Daraufhin erhielt er mehrfach ausländische Angebote. 1935/36 arbeitete er in London.
Nach der Annexion Tschechiens ging er wieder nach London, beim Kriegsausbruch 1939 ließ er sich in Italien nieder. Dort stand er bei mehreren Historienfilmen hinter der Kamera. Der Schauspieler, Regisseur und Produzent Willi Forst holte ihn 1941 nach Wien. Bis zum Kriegsende arbeitete Stallich regelmäßig für Forst.
Nach dem Krieg war Stallich bis zu seiner Pensionierung 1967 wieder in der neu entstandenen Tschechoslowakei tätig.

## Filmografie (Auswahl)
- 1933: Junge Liebe (Řeka)
- 1933: Ekstase
- 1933: Ein Herz für ein Lied (Srdce za písničku)
- 1934: Ein Mann der sich zerreissen muß (Pán na roztrhání)
- 1934: Eine Frau, die weiß, was sie will
- 1934: …und alle dürsten nach Liebe
- 1935: Held einer Nacht
- 1935: Und das Leben geht weiter (A život jde dál)
- 1936: Die schuldige Stimme (Guilty Melody)
- 1937: Mondscheinsonate (Moonlight Sonata)
- 1938: Immer, wenn ich glücklich bin
- 1939: Frische Luft (Jiný vzduch)
- 1939: Tat ohne Zeugen (Il fornaretto di Venezia)
- 1939: In der roten Hölle (Carmen fra i rossi)
- 1940: Alkazar (L'assedio dell'Alcazar)
- 1940: Verlassen (Abbandono)
- 1940: Die Tochter des Korsaren (La figlia del corsaro verde)
- 1941: Reifende Mädchen (Ore 9 lezione di chimica)
- 1942: Wiener Blut
- 1943: Frauen sind keine Engel
- 1943: Germanin – Die Geschichte einer kolonialen Tat
- 1944: Glück bei Frauen
- 1944: Hundstage
- 1944: Am Vorabend
- 1944/49: Wiener Mädeln
- 1946: Das 13. Revier (Trinacty revír)
- 1947: Der Kampf um Dube (Jan Roháč z Dubé)
- 1947: Vorahnung (Předtucha)
- 1948: Kutsche Nr. 13 (Il fiacre N. 13)
- 1949: Frühlingsstürme (Revoluční rok 1848)
- 1952: Der Kaiser und sein Bäcker (Císařův pekař a pekařův císař)
- 1953: Urlaub mit Engel (Dovolená s Andělem)
- 1953: Geheimnis des Blutes (Tajemství krve)
- 1955: Die Hundsköpfe (Psohlavci)
- 1956: Meine Frau und ich (Kudy kam?)
- 1956: Spiel mit dem Teufel (Hrátky s čertem)
- 1959: Die das Gesetz nicht schützt (Mstitel)
- 1959: Die Wassernixe (Slečna od vody)
- 1960: Der Fall Lupínek (Případ Lupínek)
- 1962: Junge Astronomen (Objev na Střapaté hůrce)
- 1964: Hopfenpflücker (Starci na chmelu)
- 1964: Die Goldsucher von Arkansas
- 1964: Das Geheimnis der chinesischen Nelke
- 1966: Komödiantenwagen (Lidé z maringotek)
- 1966: Liebesspiel im Schnee (Ski Fever)
- 1967: Hell Is Empty
- 1967: Tausche Katze gegen Bruder (Když má svátek Dominika)
- 1968: Unsere verrückte Familie (Naše bláznivá rodina)
- 1971: Julietta (Juliette)